# L'heure espagnole

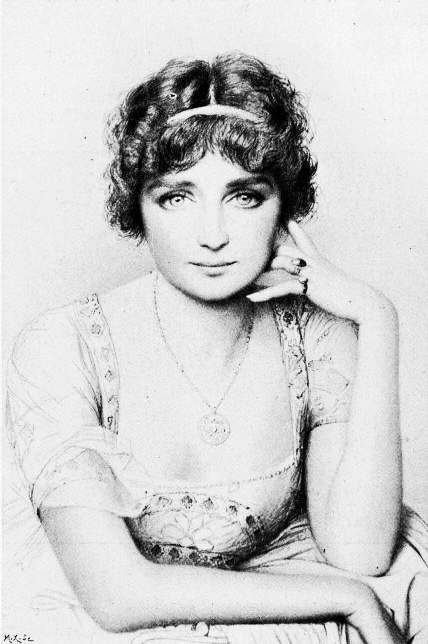
Ca sĩ Opera người Pháp Geneviève Vix (1879-1969)

L'heure espagnole (tiếng Việt: Giờ Tây Ban Nha) là vở opera 1 màn của nhà soạn nhạc người Pháp Maurice Ravel. Lời của vở opera này đến từ một vở hài kịch của Franc-Nohain. Ravel viết vở opera vào năm 1907.